# 安赞一世
安赞一世（1454年—1515年），又稱盆牙禛（Ponhea Chan），16世紀初的柬埔寨國王。柬埔寨國王達摩羅阇之子，蘇昆陀之弟。1476年，因甘王之亂，蘇昆陀被害，盆牙禛流亡暹羅長達五年之久。至1480年，盆牙禛返回柬埔寨，自立為王。經過十一年的戰鬥，盆牙禛最終消滅篡位者甘王，統一國家。安赞一世在位期間，遷都羅壁（洛韋），開啟了柬埔寨歷史上的羅壁時代。大約在1515年，盆牙禛去世，在位36年。

## 生平

### 早年經歷
盆牙禛是柬埔寨國王達摩王第二子，生於1454年（狗年）。1468年（鼠年），達摩王去世，盆牙禛的長兄蘇昆陀於巴山即位。1472年（龍年），巴山的貴族昭甘（Chao Kan）發動叛亂，控制了柬埔寨南方沿海地區，王室出逃至北方。1476年（猴年），蘇昆陀於森河遇害，盆牙禛被迫流亡暹羅。暹羅阿瑜陀耶國王博隆玛德莱洛迦纳（Borommatrailokanat）為之提供庇護，盆牙禛在暹羅呆了五年之久。

### 平定叛亂
1480年（鼠年），盆牙禛三十一歲，從暹羅返回柬埔寨。盆牙禛首先在菩薩自立為王，招集軍隊，與昭甘爭奪王位。1484年（龍年），盆牙禛在位第五年，王后生子，賜名為博隆因陀羅王（Barom Indra Raja）。1490年（狗年），盆牙禛在位十一年，舉兵討伐昭甘，在戰鬥中將昭甘殺死。盆牙禛返回菩薩，國中大小府州紛紛歸附，柬埔寨重獲統一。盆牙禛賜名菩薩為“勝利之城”（Bonteay Mean Chey），並在菩薩附近修造大佛像。

### 遷都羅壁
1492年（鼠年），盆牙禛自菩薩前往羅壁。羅壁位於金邊以北，洞里薩河西岸地區，江對面是中國島（Ko Chen）。盆牙禛下令在羅壁地區建造石城。羅壁城的中央修建了一座宏偉的茶楞姜寺（Wat Traleng Keng）。又在羅壁城南郊的烏東山上建造立更大的佛陀石像。羅壁城竣工後，正式定都與羅壁。這一年盆牙禛已經三十八歲。

### 暹柬戰爭
盆牙禛的恩主暹王博隆玛德莱洛迦纳在1482年去世，其子博隆罗阇三世（Borommoracha III）成為暹羅國王。1491年，博隆罗阇三世去世。博隆罗阇三世之子拉玛迪勃底二世（Ramathibodhi II）繼承王位。大約在1504年（鼠年），拉瑪迪勃底二世出兵入侵柬埔寨的吳哥。盆牙禛率兵抵禦，成功擊退暹軍。

### 去世
大約在1515年（豬年），盆牙禛去世，在位三十六年，享年六十二歲。1515年前後前往中國的葡萄牙傳教士多默·皮列士（Tomé Pires）可能聽聞了盆牙禛的葬禮，其所描述的柬埔寨國王葬禮很可能也與盆牙禛去世有關：
在這個國家，當國王去世時，君主們火葬。國王的嬪妃及其他婦女，當他們的丈夫死時也如此做。人們把耳邊的毛髮剃光，作為高雅的象征。
另據同一時期意大利人皮加菲塔（Antonio Pigafetta）的《麦哲伦环球航行记》推測，盆牙禛去世後，王位似乎由一位名為“Saret Zacabedera”的君主繼承。該稱號與暹羅國王相同，或許是“Sri Cakravartiraja”之音译。當時暹羅國王即拉瑪迪波底三世，而按照DV本《柬埔寨王統史》的記載，盆牙禛有二子，长子名为罗摩迪勃底（Ramadhipati），次子名为博隆因陀罗阇（Paramindaraja），罗摩底勃底早逝，博隆因陀罗阇得以继承王位。